# Łuk Triumfalny w Mołodecznie
Łuk Triumfalny, zwany potocznie Bramą Helenowską – monumentalny pomnik w formie łuku triumfalnego wzniesiony w Mołodecznie (ówcześnie na terenie II Rzeczypospolitej, obecnie na Białorusi) w 1929 roku, na cześć Marszałka Józefa Piłsudskiego. Rozebrany na początku lat 60. XX wieku.

## Historia
Otwarcie łuku nastąpiło podczas obchodów 10-lecia 86 Pułku Piechoty. Łuk triumfalny stanowił bramę główną do garnizonu 86 Pułku Piechoty od strony stacji kolejowej Mołodeczno. Zdobiły go liczne płaskorzeźby, posągi rycerzy i lwów. Na szczycie łuku znajdowała się niewielka kapliczka, skąd kapelan pułku błogosławił żołnierzy podczas uroczystości wojskowych.
W latach 60. XX wieku władze miejskie w związku ze wzrostem ruchu w Mołodecznie zdecydowały się na zburzenie łuku z powodu zbyt wąskich wrót, co miało utrudniać ruch (środkowy wjazd był zbyt wąski, ażeby minęły się w nim dwa samochody).
Na łuku znajdował się napis, który brzmiał: „Bohaterom poległym w obronie Ziemi Mińskiej”.

## Galeria

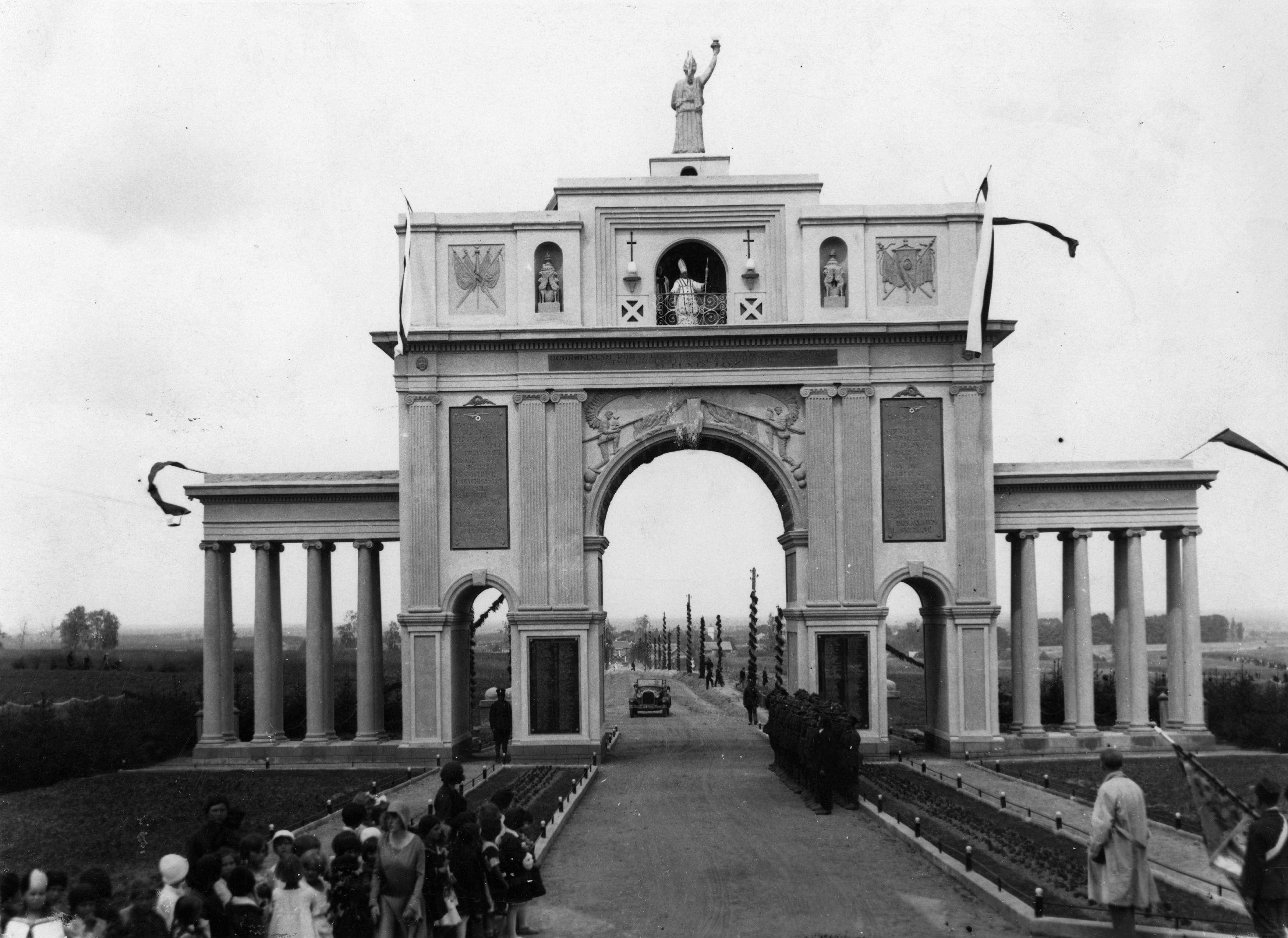
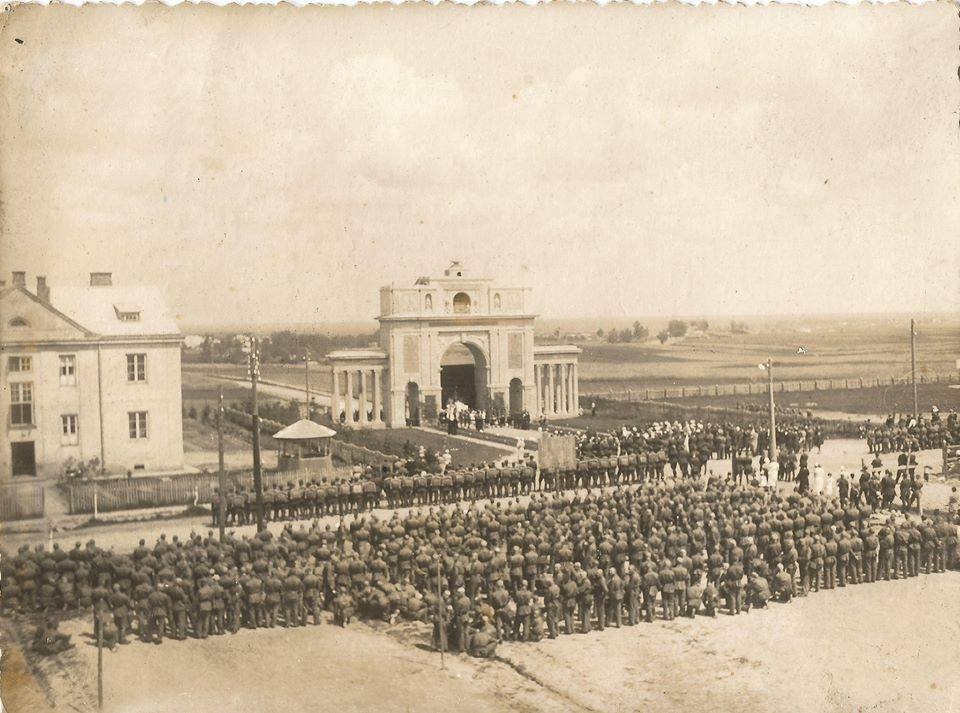
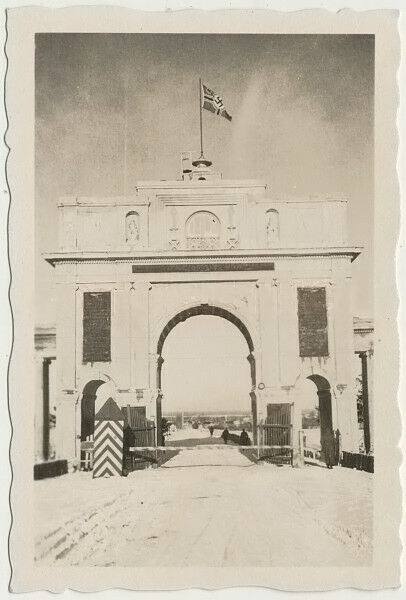